# Ischnothele guianensis
Ischnothele guianensis är en spindelart som först beskrevs av Charles Athanase Walckenaer 1837.  Ischnothele guianensis ingår i släktet Ischnothele och familjen Dipluridae. Inga underarter finns listade i Catalogue of Life.